# 東澳航空
東澳航空（Eastern Australia Airlines Pty Ltd）是一家总部位于澳大利亚悉尼机场的航空公司。这是一家服务澳大利亚境内17个航点的区域航空公司，以澳洲连接航空的名义运营。从2015年12月起，东澳航空开始运营新西兰航线，代表捷星航空飞往新西兰境内6个航点。东澳航空的总部位于悉尼机场，枢纽机场也包括墨尔本机场。